# Piedras de Afilar (Uruguay)
Estación Piedras de Afilar  es una localidad uruguaya del departamento de Canelones, y forma parte del municipio canario de Soca, dentro del área geográfica denominada Piedras de Afilar.

## Ubicación
La localidad se encuentra situada en la zona sureste del departamento de Canelones, al sur del arroyo Tío Diego, junto a la ruta 103, y próximo a su cruce con la ruta 70. Dista 5.5 km del balneario Santa Lucía del Este y 24 km de Soca.

## Población
Según el censo de 2011, la localidad contaba con una población de 132 habitantes.
| 114           | 111 | 106 | 101 | 93 | 132 |
| (Fuente: INE) |     |     |     |    |     |